# Albin Lönnbeck
Albin Alexander Lönnbeck, född 7 juli 1856 i Ekenäs, död 8 juli 1914 i Helsingfors, var en finländsk skolledare känd som grundaren av Nya svenska samskolan (Lönkan). Han var bror till Gustaf Lönnbeck. Hans föräldrar var Henrik Lönnbeck och Aqvilina Eleonora Lindgrén.
Lönnbeck blev student vid Åbo svenska lyceum 1875, filosofie kandidat 1882 samt filosofie licentiat och filosofie doktor 1891. Han var från 1888 till 1914 rektor för Nya svenska samskolan i Helsingfors, den så kallade Lönnbeckska skolan.
Lönnbeck är begraven i Sandudds begravningsplats nya område.

## Verk
- Josef Julius Wecksell och hans skaldskap (1881)[3]
- Studier i finska vitterheten efter 1830 (1883)
- Studier i den arkaiska konsten i Grekland (1888)